# Muscomorpha
Die Muscomorpha sind ein Taxon der Fliegen im Rang einer Unterordnung. Sie werden von verschiedenen Taxonomen in unterschiedlicher Umschreibung aufgefasst. 
In der, in der Dipterologie vorherrschenden, Fassung nach Norman E. Woodley umfassen sie alle Brachycera (d. h. alle Fliegen) mit folgenden Ausnahmen: Nicht dazugehörend wären die Unterordnungen der Stratiomyomorpha, mit den Familien Stratiomyidae und Xylomyidae, der Xylophagomorpha mit der einzigen Familie Xylophagidae und der Tabanomorpha mit den Familien Tabanidae, Pelecorhynchidae, Rhagionidae, Athericidae und Vermileonidae.
Nach der ebenfalls weit verbreiteten alternativen Systematik nach James Francis McAlpine sind die Muscomorpha synonym zu den Cyclorrhapha, wobei McAlpine den Namen Muscomorpha für die Gruppe bevorzugt. Die Muscomorpha nach McAlpine werden bei Woodley als Überfamilie Muscoidea gefasst. Dieser Systematik folgt die Wikipedia in ihren Artikeln, vgl. Systematik der Zweiflügler.
Beide Systematiken differieren also in der Nomenklatur, in der zugrunde liegenden Phylogenie stimmen sie weitgehend überein. Aufgrund der nomenklatorischen Unsicherheit ist bei Verwendung des Namens Muscomorpha immer zu klären, ob der jeweilige Autor der Systematik nach Woodley oder derjenigen nach McAlpine folgt. Da Namen oberhalb der Überfamilie nicht vom ICZN Code geregelt werden, folgt die Verwendung der Namen dem Belieben der jeweiligen Autoren, es ist nicht unterscheidbar, welches der „richtige“ Name wäre.
Phylogenomische Arbeiten haben die Muscomorpha (im Sinne von Woodley) und die Cyclorrhapha weitgehend unterstützt. Demnach umfassen die Muscomorpha neben den Cyclorrhapha außerdem die Überfamilien Asiloidea und Empidoidea.